# Sericophanes floridanus
Sericophanes floridanus är en insektsart som beskrevs av Knight 1927. Sericophanes floridanus ingår i släktet Sericophanes och familjen ängsskinnbaggar. Inga underarter finns listade i Catalogue of Life.